# He Who Gets Slapped
He Who Gets Slapped is een stomme film uit 1924 onder regie van Victor Sjöström. De film is gebaseerd op het toneelstuk Tot, kto poluchayet poshchechini van Leonid Andrejev. Het is de eerste film die voor de hernieuwde Metro-Goldwyn-Mayer werd opgenomen. Desondanks is het niet de eerste film van de studio, aangezien de studio de film pas wilde uitbrengen rond kerstmis, omdat een groter publiek toen verwacht was.
De film gaat over Paul Beaumont, een eigenaardige uitvinder die na bedrog een circusclown wordt. Hij wordt verliefd op een collega, maar wordt verhinderd door de personen die hem in het verleden hebben bedrogen.

## Rolverdeling
| Acteur         | Personage     |
| -------------- | ------------- |
| Lon Chaney     | Paul Beaumont |
| Norma Shearer  | Consuelo      |
| John Gilbert   | Bezano        |
| Tully Marshall | Graaf Mancini |
| Marc McDermott | Baron Regnard |
| Ford Sterling  | Tricaud       |